# 苏珊·休格特
苏珊·休格特（英語：Susan Huggett，1954年6月29日—），津巴布韦女子曲棍球运动员。她曾代表津巴布韦国家队参加1980年夏季奥林匹克运动会曲棍球比赛，获得一枚金牌。